# Eremaeidae
Eremaeidae é uma família de ácaros pertencentes à ordem Sarcoptiformes.
Géneros:
- Asperemaeus Behan-Pelletier, 1982
- Carinabella Hammer, 1977
- Eremaeus Koch, 1835
- Eueremaeus Mihelcic, 1963
- Rhynchobella Hammer, 1961
- Tricheremaeus Berlese, 1908
- Tuvermaeus Sellnick, 1930